# Mi niña bonita
Mi niña bonita es el nombre del segundo álbum de estudio del dúo venezolano Chino & Nacho, bajo la producción de Richy Peña. Tuvo su grabación en 2009 y fue lanzado al mercado por Machete Music y Universal Music Latino el 6 de abril de 2010. Contiene 12 canciones, de las cuales 4 canciones fueron lanzadas como sencillos.

## Lista de canciones
| Mi Niña Bonita |                                                        |          |  |
| N.º            | Título                                                 | Duración |  |
| 1.             | «Niña bonita»                                          |          |  |
| 2.             | «Se Apagó La Llama» (feat. R.K.M. & Ken-Y)             |          |  |
| 3.             | «Friday»                                               |          |  |
| 4.             | «Lo Que No Sabes Tú» (feat. El Potro Álvarez & Baroni) |          |  |
| 5.             | «Me Mata, Me Mata»                                     |          |  |
| 6.             | «La Pastillita»                                        |          |  |
| 7.             | «Dentro De Mí» (feat. Don Omar)                        |          |  |
| 8.             | «Ese Hombre Soy Yo»                                    |          |  |
| 9.             | «Voy A Caer En La Tentación»                           |          |  |
| 10.            | «Una Oportunidad»                                      |          |  |
| 11.            | «Contigo»                                              |          |  |
| 12.            | «You Make Me Feel (Higha)» (feat. Baroni)              |          |  |

## Créditos
- Artistas colaboradores: Baroni, Don Omar.
- Compositores: Franco Bellomo, Miguel Ignacio Mendoza Donatti, Jesús Miranda, Richy Peña.
- Piano: Luís "Papo" Marquez.
- Guitarras: Hugo Fuguet.
- Guitarras: Daniel Jauregui.
- Baterías: Carlos Rojas "Chiqui", Anderson Quintero.
- Bajo: Hery Paul.
- Arreglos: Daniel Espinoza, Jean Paul Villasana, Richy Peña, Carlos Flores, Yein Gonzalez, Noriega, Óscar Hernández.
- Mezcla: Richy Peña.

## Certificaciones
| País           | Organismo certificador | Certificación | Simbolización |
| -------------- | ---------------------- | ------------- | ------------- |
| Estados Unidos | RIAA                   | Oro           | ●             |